# Pairs
Pairs ist eine gängige Bezeichnung für ein unter anderem unter dem Namen Memory von Ravensburger weit verbreitetes Gesellschaftsspiel und das englische Wort für Paare. Beim Spiel geht es um das gleichzeitige Aufdecken von Bildkartenpaaren. Pairs ist ein weltweit verbreiteter Begriff für Spiele dieser Art, der im Vergleich zu anderen für dieses Spiel verwendeten Bezeichnungen keinen markenrechtlichen Schutz genießt.

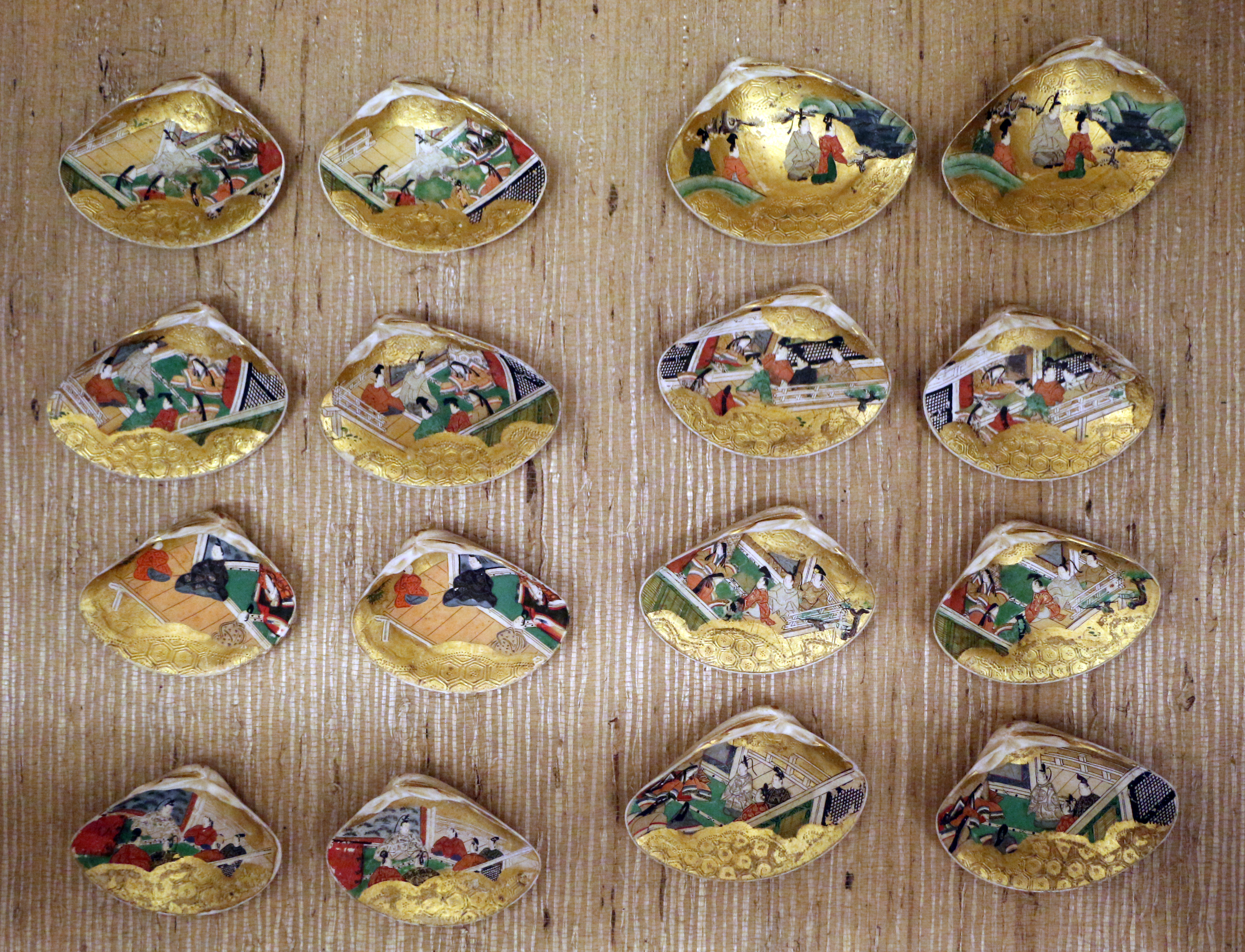
Kai-Awase-Muscheln

Andere gebräuchliche Bezeichnungen:
- Remember
- Paare aufdecken
- Memo-Spiel
- Memory (Spiel)

## Geschichte
Das Spiel stammt aller Wahrscheinlichkeit nach aus Japan und war dort seit dem 12. Jahrhundert als Kai-Awase (貝合わせ, dt. „Muscheln zusammenfügen“) bekannt. In diesem wurden über beide Hälften einer Muschel im Inneren ein Goldblatt eingelegt und darauf eine Szene gezeichnet. Beide Hälften kamen in verschiedene Behälter. Die Spieler zogen zuerst eine aus dem einen Behälter, legten sie auf das Spielbrett und versuchten dann die passende Hälfte im anderen Behälter zu finden. Insgesamt gab es 360 Muschelhälften. In der Edo-Zeit wurde das Spiel mit dem Heiraten assoziiert und wurde zu einer beliebten Mitgift.
Hinweise auf ein in England und den USA bekanntes Spiel mit Karten namens Pairs und  Pelmanism aus dem 19. Jahrhundert weisen ebenfalls auf ein ähnliches Spielprinzip hin.
In den 1940er Jahren brachte die Kindergärtnerin Bertha von Schroeder in Basel den von ihr als Zwillingsspiel bezeichneten Vorläufer des heutigen Memory mit zwei Kartenspielen heraus, und zwar in einer Kleinstauflage von 500 Exemplaren.
Das Zwillingsspiel inspirierte Heinrich Hurter, eine Kinderversion zu erschaffen. Er brachte seinen Enkeln in London 1946 ein selbstgebasteltes Spiel mit. Diese nannten es einfach the memory game (das Gedächtnisspiel). Es waren aus Katalogen und Zeitschriften ausgeschnittene und aufgeklebte Bilder. Heinrich Hurters Sohn William Hurter, Schweizer Militärattaché in London, nahm nach seiner Rückkehr in die Schweiz 1958 die Neuauflage in die Hand und gilt als Erfinder des modernen Memory.
William Hurters erster Versuch, das Spiel durch die Spielfirma Edition Carlit zu vermarkten, scheiterte, da Edition Carlit bereits ein ähnliches Spiel mit dem Namen Punta führte.
Erfolgreich war schließlich der Kontakt mit Erwin Glonnegger bei Ravensburger. Der Grafiker Manfred Burggraf überarbeitete die Bilder, und somit erschien im Februar 1959 das erste Pairs-Spiel unter dem Namen Memory bei Ravensburger. Dieses Spiel ist mittlerweile weit verbreitet und gilt als Marktführer in diesem Bereich. Daneben gibt es weitere Produktionen unter anderen Markennamen sowie Onlineversionen als Browserspiel. Digitalisierung und Personalisierung ermöglichen heutzutage auch On-Demand-Produktion mittels eigener Fotos wie bei dem Spiel Pairsonally oder durch Eigenbau mittels Kartenrohlingen und eigenen Fotos wie bei Pikso.

## Das Spielprinzip
Eine Anzahl von Karten, auf denen jeweils paarweise gleiche Bilder oder Symbole abgebildet sind, wird gemischt und verdeckt ausgelegt, sodass am Anfang nicht bekannt ist, wo welche Karte liegt. Einer der Mitspieler beginnt, zwei beliebige Karten umzudrehen, sodass diese für eine kurze Zeit für alle Mitspieler sichtbar sind. Sind die Bilder nicht gleich, muss er die beiden Karten wieder umdrehen und der nächste Mitspieler ist an der Reihe. Wenn die Bilder der beiden Karten identisch sind, darf der Mitspieler diese beiden Karten behalten (In diesem Fall darf er außerdem erneut beginnen, zwei weitere Karten umzudrehen). Gespielt wird, bis alle Karten erfolgreich aufgedeckt sind.
Gewonnen hat der Spieler, der die meisten Pärchen aufdecken konnte.

## Spielerfolg
Entscheidend ist es bei Pairs, sich zu merken, wo die einzelnen Bilder oder Symbole verdeckt liegen. Ein Spieler mit guter Merkfähigkeit kann also viele Pärchen in seinen Besitz bringen.
1991 veröffentlichten Uri Zwick und Mike Paterson einen Aufsatz, in dem sie, ausgehend von einem perfekten Kartengedächtnis, eine optimale Strategie beschrieben, welche die erwartete Anzahl gewonnener Paare maximiert. Falls von n Paaren k Karten bekannt sind, sollte der Spieler vereinfacht dargestellt wie folgt spielen:
- Bei einer Situation mit mindestens einer bekannten Karte und, falls die Addition der Anzahl bekannter Karten und übrig gebliebener Paare eine gerade Zahl ergibt, sollte zuerst eine neue und dann eine alte Karte aufgedeckt werden. Dies gilt ebenfalls in einer Situation mit genau sechs verbliebenen Paaren und einer bekannten Karte.
- Bei einer Situation, in der das Dreifache der bekannten Karten mindestens den doppelten Wert der um eins erhöhten Anzahl der verbliebenen Paare hat und die Anzahl der bekannten Karten addiert mit der Anzahl der verbliebenen Paare einen ungeraden Wert ergibt, sind zwei alte Karten aufzudecken, also das Zugrecht abzugeben.
- In allen anderen Fällen sollen zwei neue Karten aufgedeckt werden.

Bei Spielen zwischen Amateuren können Kinder jedoch in der Praxis aufgrund höherer (Kurzzeit-)Merkfähigkeit dieses Spiel leicht gegen Erwachsene gewinnen, während sie im Turnierspiel durch mangelnde Strategie gewöhnlich verlieren.